# Созонов, Иван Андреевич
Иван Андреевич Созонов (род. 6 июля 1989 года, Свердловск, СССР) — профессиональный российский бадминтонист, многократный призёр и чемпион России, чемпион Европы, призёр I Европейских игр 2015 в Баку, призёр Универсиады 2013 года в Казани, мастер спорта России международного класса. Выступает в одиночной и в парной категориях, заслуженный мастер спорта России.

## Биография
Начал заниматься бадминтоном с 1995 года в родном Екатеринбурге. Первым тренером был Виктор Прокопьевич Помыткин , затем тренировался у Степанова Юрия Никитича.
В 2004 году переехал в Москву. Окончил Московское средне специальное училище олимпийского резерва № 1. Студент Московского Государственного Университета Леса, факультета лесоинженерного дела.
В 2009 и 2011 годах стал бронзовым призёром командного Чемпионата Европы.
Член сборной команды России с 2008 года. На данный момент, является одним из самых перспективных бадминтонистов России.
В 2016 году в паре с Владимиром Ивановым принял участие в Олимпийских играх в Рио-де-Жанейро. Российская пара дошла до четвертьфинала, где уступила китайскому дуэту Бяо Чай — Вэй Хун.

## Достижения
| Место | Категория | Дата | Место проведения/Турнир                          |
| ----- | --------- | ---- | ------------------------------------------------ |
| 3     | команды   | 2009 | EUROPEAN TEAM CHAMPIONSHIPS                      |
| 1     | парная    | 2009 | RUSSIAN GRAND PRIX 2009                          |
| 2     | парная    | 2009 | 34th YONEX Hungarian International Championships |
| 3     | парная    | 2009 | Yonex Irish International Championships          |
| 1     | парная    | 2010 | 34th Yonex Polish International Championships    |
| 1     | парная    | 2010 | RUSSIAN GRAND PRIX                               |
| 1     | одиночная | 2010 | White Nights                                     |
| 2     | парная    | 2010 | Kharkov International                            |
| 1     | одиночная | 2010 | Kharkov International                            |
| 2     | парная    | 2010 | Italian International                            |
| 1     | парная    | 2010 | Turkiye International Challenge                  |
| 3     | команды   | 2011 | European Mixed Team Championships                |
| 1     | парная    | 2011 | 35th Yonex Polish International Championships    |
| 1     | парная    | 2016 | All England Open                                 |